# Женска фудбалска репрезентација Хондураса
Женска фудбалска репрезентација Хондураса (шп. Selección femenina de fútbol de Honduras), је женски фудбалски тим који представља Јамајку на међународним такмичењима и такмичи се у Конфедерацији фудбалског савеза Северне, Централне Америке и Кариба (Конкакаф). Репрезентацији је дозвољено да учествује на различитим УНКАФ и Конкакафовим женским турнирима; као и на Светском првенству, иако још увек нису успеле да се квалификују.

## Достигнућа

### Централноамеричке игре
| Централноамеричке игре резултати | Централноамеричке игре резултати | Централноамеричке игре резултати | Централноамеричке игре резултати | Централноамеричке игре резултати | Централноамеричке игре резултати | Централноамеричке игре резултати | Централноамеричке игре резултати |             |
| Година                           | Резултат                         | Ута                              | Поб                              | Нер*                             | Изг                              | ГД                               | ГП                               |             |
| -------------------------------- | -------------------------------- | -------------------------------- | -------------------------------- | -------------------------------- | -------------------------------- | -------------------------------- | -------------------------------- | ----------- |
| 2001.                            | Сребрна медаља                   | 4                                | 1                                | 1                                | 2                                | 6                                | 10                               |             |
| 2013.                            | Групна фаза                      | 2                                | 0                                | 0                                | 2                                | 4                                | 9                                |             |
| 2017.                            | Није учествовала                 | Није учествовала                 | Није учествовала                 | Није учествовала                 | Није учествовала                 | Није учествовала                 | Није учествовала                 |             |
| 2022.                            | Није играно                      | Није играно                      | Није играно                      | Није играно                      | Није играно                      | Није играно                      | Није играно                      | Није играно |
| Укупно                           | Сребрна медаља                   | 6                                | 1                                | 1                                | 4                                | 10                               | 19                               |             |

*Означава нерешене утакмице укључујући нокаут мечеве одлучене извођењем једанаестераца.